# Diane Neal
Pour les articles homonymes, voir Neal.
Diane Neal-Fitzgerald, dite Diane Neal, née le 17 novembre 1976 à Alexandria, (Virginie, États-Unis), est un mannequin et une actrice israélo-américaine. 

## Biographie

### Enfance
Benjamine d'une famille de trois enfants (elle a deux sœurs ainées, Leigh et Erin), Diane Neal-Fitzgerald est née le 17 novembre 1976 à Alexandria, mais n'y vécut que peu de temps avant de déménager dans le Colorado lorsque son père Chris a été nommé procureur général à Denver.
Sa mère, Colleen, était professeur de mathématiques et ses grands-parents maternels des survivants de la Shoah, d'origine juive hongroise.
Elle est élevée à Littleton, comté de Douglas dans le Colorado, et dans l'Ohio.

### Études
Elle obtient à 16 ans son diplôme de fin de scolarité du lycée public Littleton's Heritage High School puis déménage à Hawaï pour y fréquenter l'université et y effectuer des études pré-médicales.
Elle quitte ensuite l'école pour devenir mannequin, en 1993, en remportant un concours au cours de son premier semestre d'université.
En 1999, elle étudie également l'archéologie en Israël et en Égypte, « parce que je voulais vraiment être Indiana Jones », dit-elle . « De retour à New York trois semaines plus tard, elle a suivi un cours de théâtre de six semaines sur un coup de tête ».
Ayant soif de connaissances, elle décide de reprendre ses études et commence à fréquenter l'Université Harvard Extension School en 2009 et, tout en travaillant en parallèle, y obtient un diplôme scientifique en mai 2018,. Elle dit y avoir rencontré les « personnes les plus intelligentes du monde qui aiment vraiment ce qu'elles font ».

### Carrière

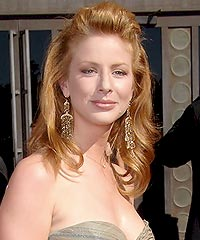
Diane Neal en 2012

Après avoir abandonné ses études, elle poursuit  à 18 ans une carrière de mannequin ; cette activité la fait voyager à travers le monde pour des séances photo, où elle se passionne pour les pays et les cultures étrangères. Elle paraît sur des publicités de soins de la peau de Shiseido et Pond.
Par ailleurs, elle participe à des compétitions de patinage artistique.
Bien que n'ayant joué que dans peu de productions télévisées, elle est connue pour interpréter, entre 2003 et 2008, le rôle majeur de substitut du procureur Casey Novak, dans la série New York, unité spéciale. Elle fera son retour en fin de saison 12 et remplacera parfois Alexandra Cabot au début de la saison 13 (épisodes 3, 4 et 5). Elle y est doublée en version française par Laetitia Lefebvre.
Elle est aussi apparue dans des séries comme Ed, 30 Rock, New York, cour de justice ou NCIS : Enquêtes spéciales, Power .
Elle emprunte parfois le nom de Diane Neal-Fitzgerald.
Elle consacre une grande partie de son temps hors écran à des œuvres caritatives

### Ambitions politiques
Le 6 février 2018, Diane Neal annonce qu'elle se présentera à la Chambre des représentants des États-Unis dans le 19e district du Congrès de New York en tant qu'indépendante. Elle décrit ses opinions politiques : « je suis... un peu libertaire..., libérale, surtout progressiste ». Elle termine avec 1 % du vote.

### Vie privée
Après avoir été fiancée sept ans avec le mannequin irlandais Marcus Fitzgerald en vivant avec lui dans le New Jersey, elle l'épouse le 9 juillet 2005 sur une plage de la République dominicaine. Ils résident à Jersey City dans le New Jersey. Puis ils divorcent en 2014.
En 2013, elle est victime d'un un accident de voiture qui lui fracture la colonne vertébrale. En annonçant sa candidature au Congrès de 2018, Neal indiqué que la longue convalescence à la suite de ses blessures l'a amenée à suspendre sa carrière d'actrice.
Neal s'implique ensuite dans une relation avec le magicien JB Benn. Mais en novembre 2019, elle devient la plaignante dans un procès dans lequel elle fait des allégations contre Benn, dont celles  de fraude, d'usurpation d'identité, et elle affirme que Benn l'a soumise à des abus physiques, psychologiques et sexuels, lequel a déjà fait l'objet d'une ordonnance de protection lui interdisant de la contacter.
En 2023, l'actrice américaine de confession juive émigre en Israël (alya) pour fuir l'antisémitisme des États-Unis et y retrouver une partie de sa famille ; elle devient citoyenne israélienne et vit à Tel Aviv. « Pour moi, le meilleur endroit où se trouver est en Israël. Je suis incroyablement heureuse d'être ici, incroyablement reconnaissante d'être ici. Croyez-le ou non, je me sens en sécurité ici, vraiment plus en sécurité. Je ne peux pas exprimer la gratitude que j'ai pour tous les membres de ma famille qui m'ont précédée et qui ont souffert de choses horribles pour qu'il y ait un pays où nous puissions aller », déclare-t-elle.

## Filmographie

### Cinéma
- 2003 : Dracula 2: Ascension
- 2003 : Second Born
- 2005 : Dracula 3: Legacy
- 2011 : Dirty Movie

### Télévision
- 2001 : Ed (épisode 1x15)
- 2001 : New York, unité spéciale (saison 3, épisode 10) : Amelia Chase
- 2002 : Emma Brody (The American Embassy)
- 2002 : Le Justicier de l'ombre (Hack)
- 2003 : Future Tense
- 2003-2008 puis 2011-2012 : New York, unité spéciale : Substitut du Procureur Casey Novak
- 2009 : Mariage en blanc : Bonnie
- 2010 : FBI : Duo très spécial : Kimberly Rice
  - (épisode 1x13, La Rançon)
- 2010 - 2015 : NCIS : Enquêtes spéciales : Agent Spécial du CGIS Abigail Borin :
  - (épisode 7x18, Chasseur de Trésor/Gémellité)
  - (épisode 8x11, Mort au Long Court)
  - (épisode 9x05, Passagers clandestins)
  - (épisode 10x04, Top Gun)
  - (épisode 11x06, Semper Paratus)
  - (épisode 12x05, Le San Dominick)
- 2012 : Suits, avocats sur mesure : Allison Holt
- 2013 : Un million de raisons (This Magic Moment) : Helena Harris
- 2014: Blue Blood (épisode 6x09) : Blake
- 2014 : Prise en otage de Mike Elliott (téléfilm) : Samantha Brandt
- 2015 : The Following : Lisa Campbell
  - (épisode 3x11, Demons)
- 2015 : NCIS : Nouvelle-Orléans : Agent Spécial du CGIS Abigail Borin :
  - (épisode 1x12, Braquage en haute mer)
  - (épisode 1x13, Une fin annoncée)
  - (épisode 1x20, Le Berceau Vide)